# LK II
Leichter Kampfwagen II (slovensko: lahko oboroženo vozilo 2) je bil nemški prototipni tank prve svetovne vojne. Bil je skoraj identičen tanku LK I.

## Zgodovina in opis tanka
Prva prototipa sta bila narejena leta 1918. Naredilo ju je podjetje Daimler. Tank je bil zelo podoben tanku LK I, ki je vseboval popravke. Povečana je bila bojna moč in popravljena kupola, na kateri je bil pritrjen top. Imel je tanjši oklep in izboljšano njegovo obliko. Naročenih je bilo 580 tankov, vendar je s koncem vojne naročilnica bila ukinjena. Tank je obetal veliko, ampak je njegovo slavo prekinil konec vojne. Do takrat je bilo narejenih le nekaj tankov in nobeden od njih ni videl bojev v prvi svetovni vojni. Danes lahko najdemo en restavriran tank v muzeju Panzermuseum, v Nemčiji.